# Consul ecuadorensis
Consul ecuadorensis är en fjärilsart som beskrevs av Embrik Strand 1921. Consul ecuadorensis ingår i släktet Consul och familjen praktfjärilar. Inga underarter finns listade i Catalogue of Life.